# Liste der Frankfurter U-Bahnhöfe

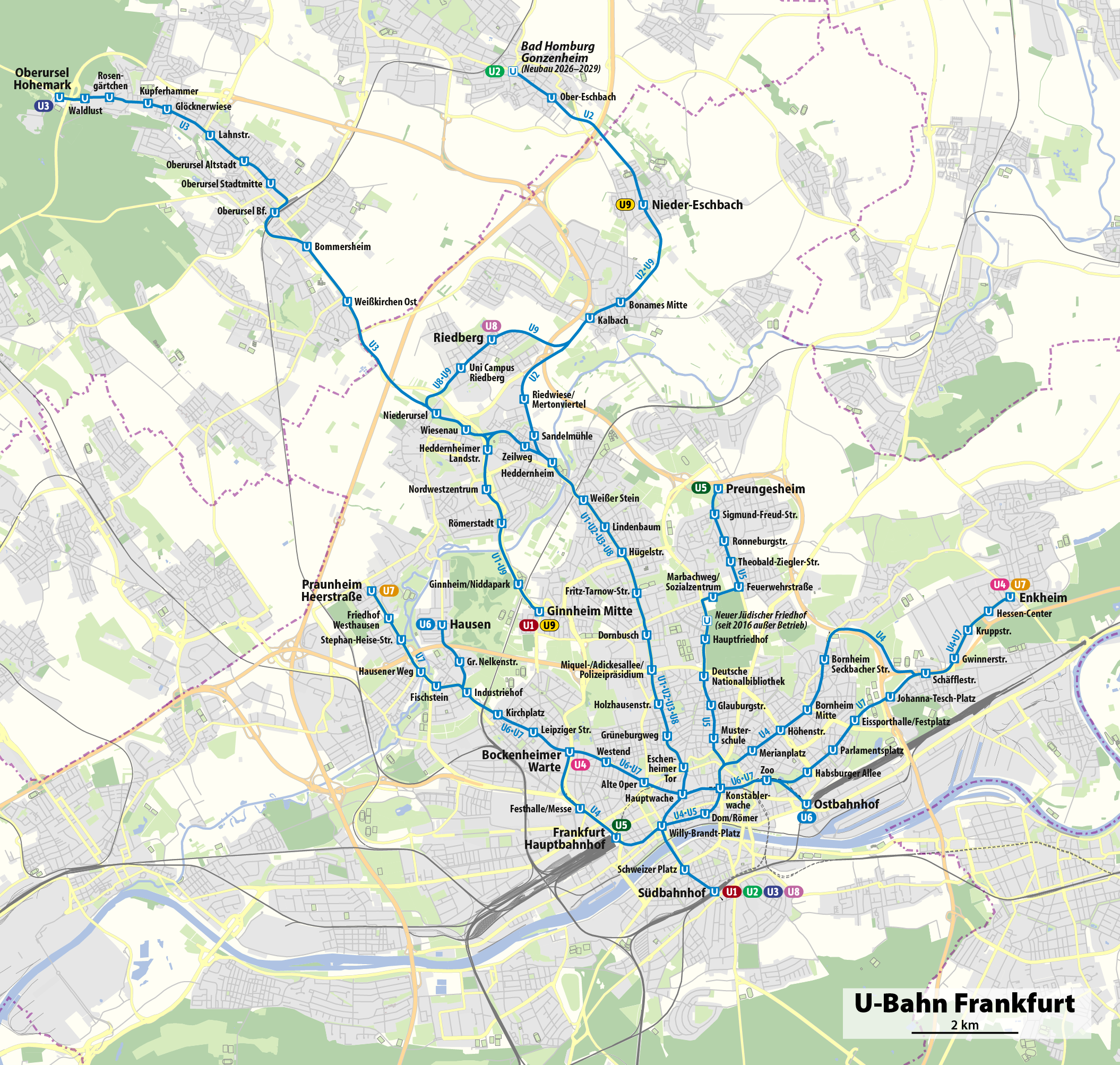
Übersichtsplan

Liste von U-Bahnhöfen und Stadtbahnstationen der U-Bahn Frankfurt.
In Frankfurt verkehren neun U-Bahn-Linien auf vier Strecken (siehe auch Übersichtsplan rechts):
- A-Strecke: Linien U1, U2, U3, U8, (U9)
- B-Strecke: Linien U4, U5
- C-Strecke: Linien (U4), U6, U7
- D-Strecke: Linien (U1), (U4), (U8), U9

| Bahnhof Lage                                                     | Strecke | Linien            | Eröffnung  | Lage          | SPNV-Umstieg                                              | Bus-Umstieg                           | Anmerkungen | Bild                              |
| ---------------------------------------------------------------- | ------- | ----------------- | ---------- | ------------- | --------------------------------------------------------- | ------------------------------------- | --- | --------------------------------- |
| Alte Oper 50° 6′ 54″ N, 8° 40′ 20″ O                             | C       | S6 · S7           | 11.10.1986 | unterirdisch  | –                                                         | 64                                    | → Alte Oper |                                   |
| Bockenheimer Warte 50° 7′ 11″ N, 8° 39′ 13″ O                    | C       | S6 · S7           | 11.10.1986 | unterirdisch  | S4 · 16                                                   | M32 M36 50 75                         | Verbindungskurve zur D-Strecke → Bockenheimer Warte |                                   |
| Bockenheimer Warte 50° 7′ 11″ N, 8° 39′ 13″ O                    | D       | S4                | 10.02.2001 | unterirdisch  | S6 · S7 · 16                                              | M32 M36 50 75                         | Mit zweigleisiger Wendeanlage; Verbindungskurve zur C-Strecke → Bockenheimer Warte |                                   |
| Bommersheim 50° 11′ 37″ N, 8° 35′ 35″ O                          | A       | S3                | 27.05.1978 | Straßenniveau | –                                                         | Stadtverkehr Oberursel                | Stadtgebiet Oberursel (Taunus) |                                   |
| Bonames Mitte 50° 11′ 6″ N, 8° 39′ 53″ O                         | A       | S2 · S9           | 18.12.1971 | Straßenniveau | –                                                         | 27                                    | Bis 27. Mai 1978 mit Wendeschleife |                                   |
| Bornheim Mitte 50° 7′ 31″ N, 8° 42′ 25″ O                        | B       | S4                | 31.05.1980 | unterirdisch  | 12                                                        | M34 38 M43 103                        | Zwei eingleisige Stationen übereinander; wichtigster ÖPNV-Knoten Bornheims | Bornheim Mitte                    |
| Deutsche Nationalbibliothek 50° 7′ 54″ N, 8° 41′ 1″ O            | B       | S5                | 26.05.1974 | Straßenniveau | –                                                         | M32                                   | Die Haltestelle hieß bis 1997 Adickesallee/Nibelungenallee, danach bis 2007 Nibelungenallee/Deutsche Bibliothek. 2014 mit Hochbahnsteigen umgebaut. → Deutsche Nationalbibliothek |                                   |
| Dom/Römer 50° 6′ 39″ N, 8° 41′ 0″ O                              | B       | S4 · S5           | 26.05.1974 | unterirdisch  | 11 · 12 · 14                                              | –                                     | Der Bahnhof liegt in großer Tiefe unter einer Tiefgarage. Diese Station hieß bis ca. 2002 nur Römer. |                                   |
| Dornbusch 50° 8′ 13″ N, 8° 40′ 16″ O                             | A       | S1 · S2 · S3 · S8 | 04.10.1968 | Straßenniveau | –                                                         | M34 64                                | Unterhalb dieser aus Süden kommend ersten oberirdischen Haltestelle besteht seit Anfang 1968 ein fertiger Tunnel zur Fortsetzung der unterirdischen Strecke bis Fritz-Tarnow-Straße. Der Tunnel wird im Süden durch die Rampe verschlossen, die die U-Bahn von der Miquelallee kommend auf Straßenniveau bringt. Die ursprünglichen Pläne, die U-Bahn später weiter bis Lindenbaum unterirdisch zu führen, sind trotz mehrerer Anläufe jeweils an Finanzierungsfragen gescheitert. Seit Inbetriebnahme der A-Strecke sind im oberirdischen Teil bis 21. September 2010 über 30 Menschen bei unerlaubten Gleisüberquerungen durch die U-Bahn getötet worden, davon drei alleine im Jahr 2010. | Fußgängertunnel mit Deckengemälde |
| Eckenheimer Landstraße/Marbachweg 50° 8′ 31″ N, 8° 41′ 1″ O      | B       | S5                | 24.05.1974 | Straßenniveau | –                                                         | M34                                   | Die Haltestelle bildete zusammen mit der Haltestelle Marbachweg/Sozialzentrum eine Doppelhaltestelle an derselben Kreuzung, um gefährliche Fußgängerläufe quer über mehrere breite Auto- und Schienenfahrbahnen unnötig zu machen. Die Haltestelle war auf der jeweils letzten Fahrt des Tages der U5 stadtauswärts die letzte angefahrene Haltestelle, da der Zug hier zum Abstellen Richtung Betriebshof von der Strecke abzweigte. Seit der Umstellung der Linie U5 auf die U5-Triebwagen sowie dem Umbau der Niedrigbahnsteige auf Hochbahnsteige im Oktober 2016 ist diese Haltestelle außer Betrieb.                                                                                   |                                   |
| Eissporthalle/Festplatz 50° 7′ 22″ N, 8° 42′ 5″ O                | C       | S7                | 30.05.1992 | unterirdisch  | 12                                                        | 38 103                                | → Eissporthalle Frankfurt |                                   |
| Emser Brücke 50° 6′ 29″ N, 8° 39′ 10″ O                          | B       | S5                | 2027       | oberirirdisch |                                                           |                                       | |                                   |
| Enkheim 50° 8′ 32″ N, 8° 45′ 10″ O                               | C       | S4 · S7           | 30.05.1992 | Straßenniveau | –                                                         | 40 42 551 X57 X95 MKK-23 MKK-25       | Endstation der U4 und U7; mit bahnsteiggleichem Umsteigen auf Stadt- und Regionalbuslinien |                                   |
| Eschenheimer Tor 50° 7′ 3″ N, 8° 40′ 46″ O                       | A       | S1 · S2 · S3 · S8 | 04.10.1968 | unterirdisch  | –                                                         | M36                                   | → Eschenheimer Tor |                                   |
| Europagarten 50° 6′ 29″ N, 8° 39′ 10″ O                          | B       | S5                | 2027       | oberirdisch   |                                                           |                                       | |                                   |
| Festhalle/Messe 50° 6′ 43″ N, 8° 39′ 18″ O                       | D       | S4                | 10.02.2001 | unterirdisch  | 16 · 17                                                   | 50                                    | U-Bahnhof mit direktem Tageslichteinfall → Festhalle, Messe Frankfurt |                                   |
| Fischstein 50° 7′ 46″ N, 8° 37′ 27″ O                            | C       | S7                | 11.10.1986 | Straßenniveau | –                                                         | M34                                   | Stadtbahnstation in Mittellage einer Straße; seit 31. Mai 2011 mit Hochbahnsteigen |                                   |
| Friedhof Westhausen 50° 8′ 21″ N, 8° 36′ 46″ O                   | C       | S7                | 11.10.1986 | Straßenniveau | –                                                         | –                                     | Stadtbahnstation in Mittellage einer Straße → Friedhof Westhausen |                                   |
| Fritz-Tarnow-Straße 50° 8′ 33″ N, 8° 40′ 8″ O                    | A       | S1 · S2 · S3 · S8 | 04.10.1968 | Straßenniveau | –                                                         | –                                     | – |                                   |
| Gießener Straße 50° 8′ 38″ N, 8° 41′ 32″ O                       | B       | S5                | 26.05.1974 | Straßenniveau | –                                                         | M34                                   | Von 1974 bis 1978 Endhaltestelle der U5; 2013 mit Hochbahnsteigen umgebaut |                                   |
| Ginnheim 50° 8′ 25″ N, 8° 38′ 47″ O                              | A       | S1 · S9           | 27.05.1978 | Straßenniveau | 16                                                        | 39 64                                 | Fünfgleisiger Gemeinschaftsbahnhof der U1 und U9 mit der Straßenbahnlinie 16. Nach der Planung von 1961 als unterirdisches Teilstück der D-Strecke gedacht. |                                   |
| Glauburgstraße 50° 7′ 36″ N, 8° 41′ 9″ O                         | B       | S5                | 26.05.1974 | Straßenniveau | –                                                         | –                                     | Bis 2016 straßenbahnartiger Ausbauzustand; 2016 mit Hochbahnsteigen umgebaut |                                   |
| Glöcknerwiese 50° 12′ 47″ N, 8° 33′ 45″ O                        | A       | S3                | 27.05.1978 | Straßenniveau | –                                                         | Regionalbusse                         | Stadtgebiet Oberursel (Taunus) |                                   |
| Gonzenheim 50° 13′ 8″ N, 8° 38′ 26″ O                            | A       | S2                | 18.12.1971 | Straßenniveau | –                                                         | Stadtverkehr Bad Homburg              | Nördlicher Endpunkt der Linie U2 im Stadtgebiet Bad Homburg vor der Höhe |                                   |
| Große Nelkenstraße 50° 7′ 59″ N, 8° 37′ 42″ O                    | C       | S6                | 11.10.1986 | Straßenniveau | –                                                         | M72 M73                               | Stadtbahnstation in Mittellage einer Straße |                                   |
| Grüneburgweg 50° 7′ 18″ N, 8° 40′ 33″ O                          | A       | S1 · S2 · S3 · S8 | 04.10.1968 | unterirdisch  | –                                                         | –                                     | – |                                   |
| Güterplatz 50° 6′ 29″ N, 8° 39′ 10″ O                            | B       | S5                | 2027       | unterirdisch  | 11 · 12 · 21                                              | M46 N11                               | |                                   |
| Gwinnerstraße 50° 8′ 2″ N, 8° 44′ 28″ O                          | C       | S4 · S7           | 30.05.1992 | Straßenniveau | –                                                         | 41 44                                 | ehemalige Straßenbahnstation |                                   |
| Habsburgerallee 50° 7′ 1″ N, 8° 42′ 28″ O                        | C       | S7                | 30.05.1992 | unterirdisch  | –                                                         | M32                                   | – |                                   |
| Hauptbahnhof 50° 6′ 28″ N, 8° 39′ 51″ O                          | B/D     | S4 · S5           | 28.05.1978 | unterirdisch  | Fern- und Regionalverkehr,                                | 33 37 M46 64 Fernbusse                | Viergleisiger Bahnhof; war als Umsteigeknoten zur D-Strecke geplant |                                   |
| Hauptfriedhof 50° 8′ 10″ N, 8° 41′ 3″ O                          | B       | S5                | 26.05.1974 | Straßenniveau | –                                                         | –                                     | 2016 mit Hochbahnsteigen umgebaut → Hauptfriedhof |                                   |
| Hauptwache 50° 6′ 50″ N, 8° 40′ 44″ O                            | A       | S1 · S2 · S3 · S8 | 04.10.1968 | unterirdisch  | S1 · S2 · S3 · S4 · S5 · S6 · S8 · S9 · S6 · S7           | –                                     | Südlicher Endpunkt der ersten Frankfurter U-Bahn-Linie → Hauptwache |                                   |
| Hauptwache 50° 6′ 50″ N, 8° 40′ 44″ O                            | C       | S6 · S7           | 11.10.1986 | unterirdisch  | S1 · S2 · S3 · S4 · S5 · S6 · S8 · S9 · S1 · S2 · S3 · S8 | –                                     | Viergleisiger Gemeinschaftsbahnhof mit S-Bahn → Hauptwache |                                   |
| Hausen 50° 8′ 17″ N, 8° 37′ 28″ O                                | C       | S6                | 11.10.1986 | Straßenniveau | –                                                         | M72 M73                               | Endstation der U6; Stadtbahnstation in Mittellage einer Straße |                                   |
| Hausener Weg 50° 7′ 55″ N, 8° 37′ 9″ O                           | C       | S7                | 11.10.1986 | Straßenniveau | –                                                         | M34                                   | Stadtbahnstation in Mittellage einer Straße |                                   |
| Heddernheim 50° 9′ 41″ N, 8° 38′ 59″ O                           | A       | S1 · S2 · S3 · S8 | 04.10.1968 | Straßenniveau | –                                                         | M60                                   | Liegt am Betriebshof Heddernheim |                                   |
| Heddernheimer Landstraße 50° 9′ 50″ N, 8° 38′ 5″ O               | A       | S1 · S9           | 04.10.1968 | Straßenniveau | –                                                         | –                                     | Am nördlichen Ausgang des Nordweststadttunnels |                                   |
| Heerstraße 50° 8′ 41″ N, 8° 36′ 26″ O                            | C       | S7                | 11.10.1986 | Straßenniveau | –                                                         | M60                                   | Endstation der U7; hier beginnt eine Anschlussstrecke zur Stadtbahnzentralwerkstatt |                                   |
| Hessen-Center 50° 8′ 25″ N, 8° 44′ 56″ O                         | C       | S4 · S7           | 30.05.1992 | Straßenniveau | –                                                         | MKK-25                                | Erschließt das gleichnamige Einkaufszentrum: das Hessen-Center |                                   |
| Hohemark 50° 12′ 55″ N, 8° 32′ 16″ O                             | A       | S3                | 27.05.1978 | Straßenniveau | –                                                         | Regionalbusse                         | Endstation der U3 im Stadtgebiet Oberursel (Taunus); bis 8. Mai 1986 mit Wendeschleife. Beliebter Ausgangspunkt kleinerer Taunuswanderungen, da am Siedlungsende am Wald gelegen und 200 Meter vom Wanderparkplatz Hohemark entfernt, außerdem höchstgelegener Punkt der Frankfurter U-Bahn. |                                   |
| Höhenstraße 50° 7′ 22″ N, 8° 42′ 5″ O                            | B       | S4                | 31.05.1980 | unterirdisch  | –                                                         | M32                                   | Zwei eingleisige Stationen übereinander |                                   |
| Holzhausenstraße 50° 7′ 36″ N, 8° 40′ 26″ O                      | A       | S1 · S2 · S3 · S8 | 04.10.1968 | unterirdisch  | –                                                         | M36                                   | – |                                   |
| Hügelstraße 50° 8′ 53″ N, 8° 39′ 59″ O                           | A       | S1 · S2 · S3 · S8 | 04.10.1968 | Straßenniveau | –                                                         | 39 69                                 | – |                                   |
| Industriehof 50° 7′ 44″ N, 8° 37′ 46″ O                          | C       | S6 · S7           | 11.10.1986 | Straßenniveau | –                                                         | M34 M72 M73                           | Verzweigung der Linien U6 und U7; Stadtbahnstation am Ausgang des C-Tunnels; Gleisverbindung zum Straßenbahnnetz; Die Haltestelle hieß bis 11. Dezember 2010 Industriehof/Neue Börse. |                                   |
| Johanna-Tesch-Platz 50° 7′ 40″ N, 8° 43′ 35″ O                   | C       | S7                | 30.05.1992 | Straßenniveau | –                                                         | –                                     | Mit Abzweig zum Betriebshof Ost; mit Gleiswechsel und Abstellgleis; Gleisverbindung zum Straßenbahnnetz |                                   |
| Kalbach 50° 11′ 1″ N, 8° 39′ 30″ O                               | A       | S2 · S9           | 18.12.1971 | Straßenniveau | –                                                         | 24 28 29                              | – |                                   |
| Kirchplatz 50° 7′ 30″ N, 8° 38′ 14″ O                            | C       | S6 · S7           | 11.10.1986 | unterirdisch  | –                                                         | M34                                   | – |                                   |
| Konstablerwache 50° 6′ 53″ N, 8° 41′ 11″ O                       | B       | S4 · S5           | 26.05.1974 | unterirdisch  | S1 · S2 · S3 · S4 · S5 · S6 · S8 · S9 · S6 · S7 · 12 · 18 | 30 M36                                | Dreigleisige Station → Konstablerwache; Nachtbuszentralstation |                                   |
| Konstablerwache 50° 6′ 53″ N, 8° 41′ 11″ O                       | C       | S6 · S7           | 11.10.1986 | unterirdisch  | S1 · S2 · S3 · S4 · S5 · S6 · S8 · S9 · S4 · S5 · 12 · 18 | 30 M36                                | Bahnsteiggleiches Umsteigen zur S-Bahn → Konstablerwache; Nachtbuszentralstation |                                   |
| Kruppstraße 50° 8′ 19″ N, 8° 44′ 42″ O                           | C       | S4 · S7           | 30.05.1992 | Straßenniveau | –                                                         | –                                     | – |                                   |
| Kupferhammer 50° 12′ 51″ N, 8° 33′ 29″ O                         | A       | S3                | 27.05.1978 | Straßenniveau | –                                                         | –                                     | Stadtgebiet Oberursel (Taunus) |                                   |
| Lahnstraße 50° 12′ 36″ N, 8° 34′ 14″ O                           | A       | S3                | 27.05.1978 | Straßenniveau | –                                                         | –                                     | Stadtgebiet Oberursel (Taunus); ersetzte die Haltestellen Motorenfabrik und Oberstedter Straße |                                   |
| Leipziger Straße 50° 7′ 21″ N, 8° 38′ 45″ O                      | C       | S6 · S7           | 11.10.1986 | unterirdisch  | –                                                         | –                                     | Zwei eingleisige Stationen übereinander |                                   |
| Lindenbaum 50° 9′ 11″ N, 8° 39′ 40″ O                            | A       | S1 · S2 · S3 · S8 | 04.10.1968 | Straßenniveau | –                                                         | –                                     | → Eschersheimer Linde |                                   |
| Marbachweg/Sozialzentrum 50° 8′ 32″ N, 8° 41′ 2″ O               | B       | S5                | 26.05.1974 | Straßenniveau | –                                                         | M34                                   | 2013 mit Hochbahnsteigen umgebaut |                                   |
| Merianplatz 50° 7′ 13″ N, 8° 41′ 45″ O                           | B       | S4                | 31.05.1980 | unterirdisch  | –                                                         | –                                     | Zwei eingleisige Stationen übereinander |                                   |
| Miquel-/Adickesallee/Polizeipräsidium 50° 7′ 54″ N, 8° 40′ 20″ O | A       | S1 · S2 · S3 · S8 | 04.10.1968 | unterirdisch  | –                                                         | M32 64                                | Älteste U-Bahn-Station Frankfurts → Frankfurter Alleenring |                                   |
| Musterschule 50° 7′ 19″ N, 8° 41′ 10″ O                          | B       | S5                | 26.05.1974 | Straßenniveau | –                                                         | –                                     | Bis 2016 straßenbahnartiger Ausbauzustand; 2016 mit Hochbahnsteigen umgebaut |                                   |
| Neuer Jüdischer Friedhof 50° 8′ 20″ N, 8° 41′ 6″ O               | B       | S5                | 24.05.1974 | Straßenniveau | –                                                         | –                                     | Die Haltestelle hieß bis 12. Dezember 2009 Versorgungsamt, anschließend bis zum 10. Dezember 2011 Prieststraße. Seit der Umstellung der Linie U5 auf die U5-Triebwagen sowie dem Umbau der Niedrigbahnsteige auf Hochbahnsteige im Oktober 2016 ist diese Haltestelle vorübergehend außer Betrieb. |                                   |
| Niddapark 50° 8′ 36″ N, 8° 38′ 33″ O                             | A       | S1 · S9           | 1989       | Hochlage      | –                                                         | –                                     | Für Bundesgartenschau 1989 errichtet; geplante Verknüpfung mit zukünftigem S-Bahn-Haltepunkt Ginnheim |                                   |
| Nieder-Eschbach 50° 11′ 57″ N, 8° 40′ 14″ O                      | A       | S2                | 18.12.1971 | Straßenniveau | –                                                         | 27 29 HG-8                            | Abstellanlage; Endstation der U9 und einzelner Züge der U2 |                                   |
| Niederursel 50° 10′ 10″ N, 8° 37′ 22″ O                          | A       | S3 · S8 · S9      | 27.05.1978 | Straßenniveau | –                                                         | –                                     | – |                                   |
| Nordwestzentrum 50° 9′ 29″ N, 8° 38′ 3″ O                        | A       | S1 · S9           | 04.10.1968 | unterirdisch  | –                                                         | 29 M60 71 M72 M73 251                 | früher: Nordweststadt → Nordwestzentrum | Nordwestzentrum                   |
| Ober-Eschbach 50° 12′ 53″ N, 8° 38′ 59″ O                        | A       | S2                | 18.12.1971 | Straßenniveau | –                                                         | Stadtverkehr Bad Homburg              | Stadtgebiet Bad Homburg vor der Höhe |                                   |
| Oberursel Altstadt 50° 12′ 23″ N, 8° 34′ 40″ O                   | A       | S3                | 27.05.1978 | Straßenniveau | –                                                         | Stadtverkehr Oberursel                | Stadtgebiet Oberursel (Taunus); Die Station hieß bis 13. Dezember 2008 – so wie die benachbarte Bushaltestelle noch heute heißt – Portstraße. |                                   |
| Oberursel Bahnhof 50° 11′ 57″ N, 8° 35′ 15″ O                    | A       | S3                | 27.05.1978 | Straßenniveau | Regionalbahn,                                             | Stadtverkehr Oberursel, Regionalbusse | Stadtgebiet Oberursel (Taunus); Abstellanlage; bis 1984 Gleisanschluss zur Deutschen Bundesbahn |                                   |
| Oberursel Stadtmitte 50° 12′ 9″ N, 8° 35′ 7″ O                   | A       | S3                | 27.05.1978 | Straßenniveau | –                                                         | –                                     | Stadtgebiet Oberursel (Taunus); früher: Liebfrauenstraße |                                   |
| Ostbahnhof 50° 6′ 46″ N, 8° 42′ 29″ O                            | C       | S6                | 29.05.1999 | unterirdisch  | Regionalverkehr,                                          | 31 M32                                | U-Bahnhof mit direktem Tageslichteinfall |                                   |
| Parlamentsplatz 50° 7′ 12″ N, 8° 42′ 51″ O                       | C       | S7                | 30.05.1992 | unterirdisch  | –                                                         | –                                     | – | Parlamentsplatz                   |
| Preungesheim 50° 9′ 31″ N, 8° 41′ 16″ O                          | B       | S5                | 28.05.1978 | Straßenniveau | –                                                         | 27 39 63                              | Endstation der U5 an einem kleinen Platz, von wo aus mehrere Buslinien (inklusive Nachtbus) in die nördlicher gelegenen Stadtteile (Berkersheim, Frankfurter Berg, Bonames) führen. Es bestehen seit längerem konkrete Planungen, die U5 von hier aus in den nächsten Jahren in nördliche Richtung zu verlängern und mit der S-Bahn-Station Frankfurter Berg zu verknüpfen. |                                   |
| Riedberg 50° 10′ 45″ N, 8° 38′ 4″ O                              | D       | S8 · S9           | 12.12.2010 | Straßenniveau | –                                                         | 29                                    | Endstation der U8; mit eingleisiger Abstell-/Wendeanlage |                                   |
| Riedwiese/Mertonviertel 50° 10′ 17″ N, 8° 38′ 34″ O              | A       | S2                | 18.12.1971 | Straßenniveau | –                                                         | –                                     | – |                                   |
| Ronneburgstraße 50° 9′ 3″ N, 8° 41′ 19″ O                        | B       | S5                | 28.05.1978 | Straßenniveau | –                                                         | 39                                    | 2013 mit Hochbahnsteigen umgebaut |                                   |
| Römerstadt 50° 9′ 11″ N, 8° 38′ 6″ O                             | A       | S1 · S9           | 29.09.1974 | Einschnitt    | –                                                         | M60                                   | Metrostation auf dem Mittelstreifen einer Stadtautobahn; mit Abstellanlage |                                   |
| Rosengärtchen 50° 12′ 54″ N, 8° 33′ 0″ O                         | A       | S3                | 01.06.1997 | Straßenniveau | –                                                         | –                                     | Stadtgebiet Oberursel (Taunus); Haltestelle auf eingleisigem Abschnitt |                                   |
| Sandelmühle 50° 9′ 56″ N, 8° 38′ 43″ O                           | A       | S2                | 18.12.1971 | Straßenniveau | –                                                         | 29                                    | – |                                   |
| Schäfflestraße 50° 7′ 52″ N, 8° 43′ 58″ O                        | C       | S4 · S7           | 30.05.1992 | Straßenniveau | –                                                         | –                                     | 15. Juni bis 13. Dezember 2008: Endstation einzelner Züge der U4; mit eingleisiger Abstell-/Wendeanlage |                                   |
| Schweizer Platz 50° 6′ 9″ N, 8° 40′ 47″ O                        | A       | S1 · S2 · S3 · S8 | 29.09.1984 | unterirdisch  | 15 · 16                                                   | –                                     | Liegt in größerer Tiefe unter einem Häuserblock |                                   |
| Seckbacher Landstraße 50° 8′ 4″ N, 8° 42′ 43″ O                  | B       | S4                | 31.05.1980 | unterirdisch  | –                                                         | 38 M43                                | Mit Wendeanlage; Anschlusstunnel zum Betriebshof Ost; teilweise Endstation der U4 |                                   |
| Sigmund-Freud-Straße 50° 9′ 18″ N, 8° 41′ 11″ O                  | B       | S5                | 28.05.1978 | Straßenniveau | –                                                         | –                                     | 2013 mit Hochbahnsteigen umgebaut |                                   |
| Stephan-Heise-Straße 50° 8′ 6″ N, 8° 36′ 58″ O                   | C       | S7                | 11.10.1986 | Straßenniveau | –                                                         | –                                     | Stadtbahnstation in Mittellage einer Straße |                                   |
| Südbahnhof 50° 5′ 58″ N, 8° 41′ 10″ O                            | A       | S1 · S2 · S3 · S8 | 29.09.1984 | unterirdisch  | Fern- und Regionalverkehr,                                | 45 47 48 61 X61 X77 78 653 OF-50      | Mit dreigleisiger Wendeanlage |                                   |
| Theobald-Ziegler-Straße 50° 8′ 53″ N, 8° 41′ 24″ O               | B       | S5                | 28.05.1978 | Straßenniveau | –                                                         | –                                     | 2013 mit Hochbahnsteigen umgebaut |                                   |
| Uni Campus Riedberg 50° 10′ 36″ N, 8° 37′ 48″ O                  | D       | S8 · S9           | 12.12.2010 | Straßenniveau | –                                                         | 29                                    | – |                                   |
| Waldlust 50° 12′ 54″ N, 8° 32′ 39″ O                             | A       | S3                | 27.05.1978 | Straßenniveau | –                                                         | Stadtverkehr Oberursel                | Stadtgebiet Oberursel (Taunus); Haltestelle auf eingleisigem Abschnitt |                                   |
| Weißer Stein 50° 9′ 24″ N, 8° 39′ 22″ O                          | A       | S1 · S2 · S3 · S8 | 04.10.1968 | Straßenniveau | S-Bahn                                                    | 63 66 69                              | – |                                   |
| Weißkirchen Ost 50° 11′ 8″ N, 8° 36′ 10″ O                       | A       | S3                | 18.12.1971 | Straßenniveau | –                                                         | Stadtverkehr Oberursel, Regionalbusse | Stadtgebiet Oberursel (Taunus) |                                   |
| Westend 50° 7′ 6″ N, 8° 39′ 43″ O                                | C       | S6 · S7           | 11.10.1986 | unterirdisch  | –                                                         | M36                                   | U-Bahn-Station am ehemaligen Wohnort von Wilhelm Busch 1867–1872 und am ehemaligen Hauptsitz der Metallgesellschaft (Bockenheimer Landstraße 62 und 77) | Westend                           |
| Wiesenau 50° 10′ 0″ N, 8° 37′ 48″ O                              | A       | S3 · S8 · S9      | 27.05.1978 | Straßenniveau | –                                                         | –                                     | – |                                   |
| Willy-Brandt-Platz 50° 6′ 33″ N, 8° 40′ 29″ O                    | A       | S1 · S2 · S3 · S8 | 04.11.1973 | unterirdisch  | S4 · S5 · 11 · 12 · 14                                    | –                                     | Bis 1992 Theaterplatz → Willy-Brandt-Platz |                                   |
| Willy-Brandt-Platz 50° 6′ 33″ N, 8° 40′ 29″ O                    | B       | S4 · S5           | 26.05.1974 | unterirdisch  | S1 · S2 · S3 · S8 · 11 · 12 · 14                          | –                                     | Bis 1992 Theaterplatz → Willy-Brandt-Platz |                                   |
| Wohnpark 50° 6′ 29″ N, 8° 39′ 10″ O                              | B       | S5                | 2027       | oberirdisch   |                                                           |                                       | |                                   |
| Zeilweg 50° 9′ 52″ N, 8° 38′ 34″ O                               | A       | S1 · S3 · S8      | 04.10.1968 | Straßenniveau | –                                                         | 29                                    | Station auf ehemaliger Eisenbahnstrecke; mit schrankengesichertem Übergang |                                   |
| Zoo 50° 6′ 56″ N, 8° 41′ 54″ O                                   | C       | S7                | 11.10.1986 | unterirdisch  | 14                                                        | 31                                    | Dreigleisiger Verzweigungsbahnhof der Linien U6 und U7 → Zoo Frankfurt |                                   |